# Initiative populaire « pour une réduction stricte et progressive des expériences sur les animaux »
L'initiative populaire  « pour une réduction stricte et progressive des expériences sur les animaux » est une initiative populaire suisse, rejetée par le peuple et les cantons le 16 février 1992.

## Contenu
L'initiative propose d'ajouter un article 25ter à la Constitution fédérale interdisant toute expérience sur des animaux « causant à ceux-ci des douleurs, des maux ou des dommages ». Les cas de dérogation ne doivent, selon l'initiative, être accordés « qu'avec la plus extrême retenue ».
Le texte complet de l'initiative peut être consulté sur le site de la Chancellerie fédérale.

## Déroulement

### Contexte historique
Le premier texte législatif suisse concernant directement la protection des animaux est l'article 25bis de la Constitution qui résulte de l'initiative populaire « Interdiction d'abattre le bétail de boucherie sans l'avoir préalablement étourdi », acceptée en votation le 20 août 1891. Cet article, qui ne concerne à sa création que l'interdiction de l'abattage rituel, est étendu le 2 décembre 1973, pour spécifier en particulier que « la législation sur la protection des animaux est du ressort de la Confédération » et que les « interventions et essais sur les animaux vivants » doivent être sujets à cette législation.
Une loi fédérale sur la protection des animaux est alors préparée et présentée au Parlement qui l'accepte en 1978. Un référendum est cependant lancé contre cette loi, en particulier par des groupes jugeant qu'elle ne va pas assez loin dans la protection des animaux ; elle est toutefois acceptée en votation le 3 décembre 1978, puis complétée par une ordonnance du 27 mai 1981 entrée en vigueur le 1er juillet 1981. Elle définit en particulier des normes concernant les expériences sur animaux qui doivent être limitées à l'indispensable, sont, dans les cas extrêmes, soumises à autorisation, et ne peuvent être réalisées que dans des installations appropriées et par des personnes correctement formées.
En septembre 1981, la fondation Helvetia Nostra, filiale de la fondation Franz Weber, dépose une initiative populaire « pour la suppression de la vivisection » pour dénoncer les expériences animales qui « occasionnent, pour l'homme, pour les autres créatures et pour l'environnement infiniment plus de dommages et de maux qu'elles ne leur apportent de bienfaits » ; cette initiative est rejetée en votation populaire le 1er décembre 1985. Dès le mois de mai 1995, soit six mois avant la votation, la Protection suisse des animaux commence à récolter des signatures pour cette nouvelle initiative ; les initiants ayant fait part de leurs réserves vis-à-vis de la proposition d'Helvetia Nostra qui n'aurait pas supprimé la vivisection, mais plutôt aurait poussé à une délocalisation des expériences sur les animaux à l'étranger, à l'inverse de la nouvelle initiative qui « constitue une solution réaliste en vue de parvenir à une réduction progressive des expériences sur animaux, sans que l'on soit obligé d'y renoncer dans les cas où elles restent indispensables ».

### Récolte des signatures et dépôt de l'initiative
La récolte des 100 000 signatures nécessaires a débuté le 14 mai 1985. Le 30 octobre de l'année suivante, l'initiative a été déposée à la chancellerie fédérale qui l'a déclarée valide le 22 janvier 1987.

### Discussions et recommandations des autorités
Le parlement et par le Conseil fédéral ont recommandé le rejet de cette initiative. Dans son messages aux Chambres fédérales, le gouvernement déclare que les moyens législatifs, et en particulier la loi sur la protection des animaux, sont suffisants pour remplir le but de l'initiative. Il refuse de proposer un contre-projet, la loi ayant déjà eu pour effet, depuis son entrée en vigueur, « une forte réduction du nombre d'expériences sur animaux ».
Le parlement, de son côté, décide cependant de présenter un contre-projet indirect à l'initiative sous la forme d'une modification de la loi sur la protection des animaux qui institue une commission pour les expériences sur animaux chargée d'examiner les demandes d'autorisations pour les expériences sur les animaux et de participer au contrôles en place. Cette modification entre en vigueur le 1er décembre 1991.

### Votation
Soumise à la votation le 16 février 1992, l'initiative est refusée par 17 5/2 cantons et par 56,4 % des suffrages exprimés. Le tableau ci-dessous détaille les résultats par cantons :

## Effet
Lors de la période pendant laquelle cette initiative est étudiée au parlement, une nouvelle proposition, intitulée « pour l'abolition des expériences sur animaux », est lancée par la ligue internationale des médecins pour l'abolition de la vivisection pour interdire strictement toute expérimentation animale. Cette nouvelle initiative sera à son tour refusée en votation le 7 mars 1993.